# Operazione Pagoda
L'operazione Pagoda fu lanciata il 16 maggio 1966 dal governo rhodesiano in risposta all'omicidio di un coltivatore, Johannes Viljoen, e di sua moglie, in una fattoria vicino a Hartley. Un commando del reggimento di fanteria rhodesiana e delle unità della BSAC furono incaricati di uccidere o eliminare i responsabili.
La BSAC fece la gran parte del lavoro nell'operazione Pagoda perché gli ufficiali della polizia rhodesiana rifiutarono di cedere il controllo all'esercuto. Al RLI furono concesse poche possibilità di agire.